# Wino w Dniu Świętego Marcina
Wino w Dniu Świętego Marcina (niderl. De Wijn van het Sint-Maartensfeest) – obraz niderlandzkiego malarza renesansowego Pietera Bruegla, namalowany prawdopodobnie pomiędzy 1565 a 1568 rokiem. Obraz ten uznano za dzieło Pietera Bruegla dopiero w roku 2010, kiedy to podczas prac konserwatorskich w hiszpańskim muzeum Prado, płótno naświetlone promieniowaniem rentgenowskim ujawniło sygnaturę malarza.

## Opis
Obraz przedstawia spotkanie chłopów, którzy obchodzą Dzień Świętego Marcina, zamykający rok pracy na gospodarstwie, a jednocześnie związany ze zbliżającym się adwentem. W dniu św. Marcina – pierwszy dniu nowego sezonu winiarskiego – chłopi piją młode wino.

## Proweniencja
Przed przełomowym odkryciem pochodzenia obrazu, jego właścicielem był nieznany dotychczas hiszpański kolekcjoner dzieł sztuki, który chcąc sprzedać obraz postanowił go wpierw odnowić w Muzeum Prado. Inne dokumenty i zapisy historyczne wskazują, że obraz był niegdyś własnością książąt Medinaceli w XVII wieku, i że został prawdopodobnie przywieziony do Hiszpanii przez dziewiątego księcia rodu Medinaceli Luisa Francisco de la Cerda.